# Furioso-Polka
Die Furioso-Polka ist eine Polka von Johann Strauss Sohn (op. 260). Das Werk wurde am 14. September 1861 in Pawlowsk in Russland erstmals aufgeführt.

## Einzelnachweis
1. ↑  Quelle: Englische Version des Booklets (Seite 28) in der 52 CDs umfassenden Gesamtausgabe der Orchesterwerke von Johann Strauß (Sohn), Hrsg. Naxos (Label). Das Werk ist als achter Titel auf der 7. CD zu hören.